# The Good Life (EP)
The Good Life é um EP lançado pela banda americana de rock alternativo Weezer na Primavera de 1997, pela editora DGC. O último álbum da banda por essa altura, Pinkerton, não teve o mesmo sucesso comercial que o primeiro, The Blue Album, teve, sendo que esta extended play tornou-se numa tentativa de se atingir algum êxito. Este álbum inclui duas faixas acústicas feitas ao vivo e a música "I Just Threw Out the Love of My Dreams", uma colaboração da vocalista da banda That Dog, Rachel Haden. As músicas ao vivo foram gravadas numa actuação da banda na escola secundária Shorecrest High School, perto de Seattle. A escola tinha ganho um concurso e teve a oportunidade de receber um espectáculo dos Weezer em 1997. É possível ver o vocalista da banda Ozma, Daniel Brummel, no canto superior direito na capa do EP.
| Críticas profissionais | Críticas profissionais |
| Avaliações da crítica  | Avaliações da crítica  |
| Fonte                  | Avaliação              |
| ---------------------- | ---------------------- |
| Allmusic               | [ 3 ]                  |

## Inspiração
Em 1996, o vocalista dos Weezer Rivers Cuomo efectuou uma cirurgia correctiva a uma das suas pernas, sendo apoiado por uma ortótese na mesma. Este suporte era extraordinariamente doloroso e inspirou a letra para a música que dá o título ao álbum. É também possível verificar que a figura que se encontra no interior do livro do álbum é uma radiografia do suporte da perna de Rivers.

## Faixas
| N.º            | Título                                   | Compositor(es) | Duração |  |
| 1.             | "The Good Life" (Versão LP)              | Rivers Cuomo   | 4:19    |  |
| 2.             | "Waiting on You"                         | Rivers Cuomo   | 4:13    |  |
| 3.             | "I Just Threw Out the Love of My Dreams" | Rivers Cuomo   | 2:39    |  |
| 4.             | "The Good Life" (Acústico Ao Vivo)       | Rivers Cuomo   | 4:40    |  |
| 5.             | "Pink Triangle" (Acústico Ao Vivo)       | Rivers Cuomo   | 4:26    |  |
| Duração total: | Duração total:                           | Duração total: | 20:17   |  |

## Pessoal
- Rivers Cuomo — guitarra principal, vocalista
- Brian Bell — guitarra, vocalista de apoio
- Matt Sharp — baixo, vocalista de apoio
- Patrick Wilson — bateria
- Rachel Haden — vocalista em "I Just Threw Out the Love of My Dreams"
- Weezer — produção
- Jack Joseph Puig — mistura
- Adam Casper — mistura
- Joe Barresi — engenharia
- Gene Kirkland — fotografia